# الأردن في دورة الألعاب البارالمبية الصيفية 1984
كانت مشاركة الأردن في دورة الألعاب البارالمبية الصيفية 1984 هي أول مشاركة له في تاريخ الألعاب البارالمبية، والتي تم تنظيمها في كل من قرية ستك مندويل في المملكة المتحدة ومدينة نيويورك في الولايات المتحدة. وقد فاز المشاركون الأردنيون ب 3 ميداليات، واحدة فضية وبرونزيتين وحققوا أيضًا المرتبة 39 في قائمة وسام الشرف لدى زيمبابوي. 